# (8503) Masakatsu
(8503) Masakatsu (1990 WX3) – planetoida z pasa głównego asteroid okrążająca Słońce w ciągu 3,28 lat w średniej odległości 2,21 au. Odkryta 21 listopada 1990 roku.